# Cricko
Cricko ist ein australisches Schlagballspiel, das 1940 von J. Turner und P. Mullins erfunden wurde. Das Spiel ist ein aus verschiedenen Elementen des Cricket und des australischen Vigoro speziell für Damenteams geschaffenes „Retortenprodukt“.
Den Höhepunkt seiner Popularität erreichte Cricko, das nie außerhalb Australiens bekannt wurde, zwischen den späten 1940er- und den frühen 1960er-Jahren. Heute wird es nur noch im Bundesstaat Queensland gespielt, wo es auch einen Dachverband gibt, die Queensland Womens Cricko Association.